# مارجوری ویور

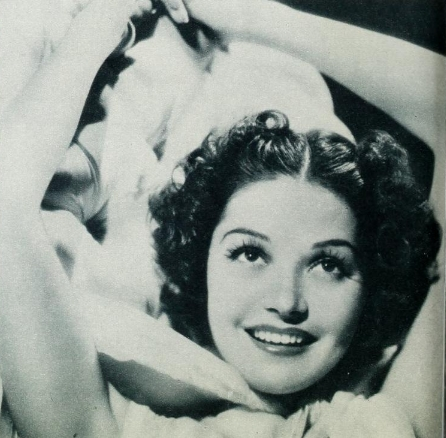

مارجوری ویور (زاده ۲ مارس ۱۹۱۳ – درگذشته ۱ اکتبر ۱۹۹۴) یک هنرپیشه آمریکایی از دهه ۱۹۳۰ تا اوایل دهه ۱۹۵۰ بود. ویور در کراس ویل، تنسی از جان توماس ویور و همسرش، الن (با نام خانوادگی مارتین) به دنیا آمد. پدرش یک مأمور حمل و نقل عمومی برای یک راه‌آهن در لوئیزویل، کنتاکی بود. او در دانشگاه کنتاکی و بعداً در دانشگاه ایندیانا با علاقه به موسیقی حضور یافت و در هر دو مدرسه برنده مسابقات زیبایی شد.